# Pilar Aguilar Carrasco
Pilar Aguilar Carrasco (Siles, Jaén, 1946) es una ensayista, investigadora, profesora, escritora y crítica de cine y televisión feminista.

## Biografía
Nació en el municipio de Siles, provincia de Jaén, en 1946. Desde pequeña, ha explicado en varias ocasiones, sintió la necesidad de escapar a lo que entonces se manifestaba como destino inevitable de una niña de pueblo en un país desolado por la Guerra Civil. Aquejada por una dolencia, sus padres le enviaron a Madrid, ya que el médico del pueblo era incapaz de determinar la enfermedad que sufría la menor. Se instaló en casa de una tía, donde aprendió a leer y quedó totalmente entusiasmada por el universo infinito que los libros ofrecían. Luego, puesto que su mal continuaba, la enviaron a Francia, con un tío materno. Allí descubrió que existían otros mundos, descubrió el amor por la cultura y, sobre todo, descubrió que se podía ser mujer de manera más libre de la que el fascismo presentaba como ineluctable.  
De vuelta a España, se afanó en los estudios pues comprendió que constituían la única vía para escapar de aquella sociedad machista y retrógrada.  
Realizó sus estudios universitarios en Sevilla. En 1972 se licenció en Filología Moderna. Durante sus años universitarios se comprometió con la lucha antifranquista, por la democracia y la revolución comunista. Militó en el PTE. Fue detenida y encarcelada. Finalmente, acabó escapándose a Francia. Una vez en el exilio, además de trabajar y seguir militando entre los emigrantes españoles para concienciarlos y movilizarlos contra el franquismo, se licenció en Ciencias de la Educación en 1975 en París y realizó la especialidad de Sociología de la Educación en la Universidad René Descartes en 1976. Regresó a España en 1976 acogiéndose a la Ley de Amnistía aprobada ese mismo año.
Para ella, como para muchos y muchas militantes que lucharon activamente contra la dictadura, la transición española supuso una victoria, pero también una derrota y un brutal desencanto pues comprendieron que sus ideales revolucionarios eran inalcanzables.
Se marchó de nuevo en París y compaginó el trabajo como profesora de español con el estudio de la carrera de Ciencias Cinematográficas y Audiovisuales en la Universidad Denis Diderot, Paris VII. De vuelta a España, cursó el máster Historia y Estética del cine en la Universidad Autónoma de Madrid. 
Descubrió el feminismo, cuya filosofía, militancia y forma de vida ya siempre le acompañan.

## Trayectoria
Comenzó a interesarse por la educación emocional, los mapas afectivos y los universos imaginarios que trasmiten los medios audiovisuales.
En la década de los 90 empezó a publicar artículos y libros donde analizaba cómo los relatos audiovisuales no se limitan a reflejar la realidad, sino que la distorsionan y la moldean.
Decidida a “hacer visible lo invisible”, estudió los procedimientos usados por los lenguajes audiovisuales para -mediante los procesos de identificación/proyección y otras facultades y virtualidades propias de ese lenguaje- difundir ideología, adormecer nuestro distanciamiento crítico y sumergirnos en propuestas extremadamente patriarcales y conservadoras, 
Sus trabajos se centran en el análisis del papel de hombres y mujeres en las ficciones. En estas, el protagonismo está acaparado por figuras masculinas, consideradas como los seres dignos de portar el relato socialmente compartido. Mayoritariamente son los personajes de varones los que encarnan y viven las aventuras reales y simbólicas que el relato propone. Los personajes femeninos, por el contrario, se construyen como seres secundarios y subalternos cuyo valor depende de sus lazos con los varones.
En 2014 publica su primera novela No quise bailar lo que tocaban, basada en hechos reales. En 2018 fue una de las firmantes de la convocatoria de "Nous Toutes" (Todas Nosotras) en Francia iniciada por 250 personalidades y firmada posteriormente por 400 periodistas haciendo un llamamiento a manifestarse contra las violencias sexistas y sexuales el 24 de noviembre  #JeMarcheLe24 que se convirtió en la movilización más numerosa de la historia del feminismo en Francia.
Ha impartido docencia en másteres y posgrados de varias universidades, así como múltiples cursos y numerosas conferencias.
En 2021 fue elegida como presidenta del partido político Feministas Al Congreso, el partido fue presentado en el Ateneo de Madrid el día 18 de enero de 2022.

## Publicaciones
Pilar Aguilar Carrasco es muy activa en redes sociales y publica regularmente artículos de opinión en diversos medios, tales como Tribuna Feminista, El Común, Público, Huffington Post y otros.

### Libros
- (2021): Feminismo o barbarie. Vol. II, Cáceres, Editorial La Moderna.
- (2019): La imagen te ciega. Manual básico de análisis audiovisual. Ed. La Moderna.
- (2018): Feminismo o barbarie. Vol. I.  Cáceres, Editorial La Moderna.
- (2017): El papel de las mujeres en el cine. Madrid, Editorial Santillana.
- (2014): No quise bailar lo que tocaban, Madrid, editorial Almud.
- (2004): ¿Somos las mujeres de cine? Prácticas de análisis fílmico, Oviedo, Instituto Asturiano de la Mujer.
- (1998): Mujer, amor y sexo en el cine español de los 90, Madrid, Fundamentos
- (1996): Manual del espectador inteligente, Madrid, Fundamentos.

### Artículos, capítulos de libros, prólogos
2021
- "La violencia hacia las mujeres en el relato audiovisual” en La violencia contra las mujeres desde las Ciencias Sociales. Análisis crítico y propuestas para su comprensión, Inma Pastor Gosálbez y Macarena Trujillo Cristoffanini. Ed. Tecnos
- “Recordar el pasado para pensar el presente y modelar el futuro” en Depurados, represaliados y exiliados. Alberto Carrillo Linares (ed.) Comares Historia.Editorial Universidad de Sevilla

2020
- “Lola mira el mundo” en No somos princesas, somos guerreras, Coordinado por Towanda Rebels. Editorial Ríos de tinta
- Ficción audiovisual y feminismo, en Diccionario de Feminismo, Rosa Cobo y Beatriz Ranea (editoras). Editorial Catarata.

2019
- “Mujeres de cine: pioneras y avanzadilla” en A. Aranda Bernal, M. Comellas Aguirrezábal y M. Illán Martín (Eds). Mujeres, arte y poder. El papel de la mujer en la transformación de la literatura y las artes. Ayuntamiento de Sevilla.
- “Abolición o barbarie”, en Debate prostitución. 18 voces abolicionistas.”, Pilar Aguilar (coordinadora), Ed. La Moderna.

2018
- “Mujeres y deporte en el relato audiovisual” en Trinidad Núñez Domínguez (editora académica), Re-creando imaginarios. Actas “Cine, Deporte y género”. Sevilla, Ayuntamiento de Sevilla.

2017
- De la novela al cine: una misma historia, dos lenguajes. El caso de Once Were Warriors. http://revistatantagora.net/va-de-pensarde-la-novela-al-cine-una-misma-historia-dos-lenguajes-el-caso-de-once-were-warriors-pilar-aguilar/
- “La prostitución femenina en la ficción audiovisual” en Nuño Gómez, Laura [Director] De Miguel Álvarez, Ana [Director] Fernández Montes, Lidia [Coordinador], Elementos para una teoría crítica del sistema prostitucional, Editorial Comares, S.L.
- "La sexualidad en la ficción audiovisual, escenificaciones de la violencia" en Menéndez, María Isabel; Illera, Paula, Guerras simbólicas. El papel del audiovisual en la lucha contra la violencia de género. Illes Balears, Edicions UIB.

2016
- “Desmontar relatos patriarcales y crear relatos innovadores: dos tareas imprescindibles” en Trinidad Núñez Domínguez, Teresa Vera Balanza y Rosa Mª Díaz Jiménez (Eds.) Transversalidad de género en el audiovisual andaluz: Enclave de futuro para la formación y el empleo. Sevilla, Universidad Internacional de Andalucía, pág. 137-153.

2015
- “La ficción audiovisual como instrumento de educación sentimental en la Modernidad” en A. Hernando (ed.) Mujeres, Hombres, poder. Subjetividades en conflicto. Madrid, Editorial Traficantes de sueños.

2012
- "La ficción audiovisual y la violencia contra las mujeres", en Mientras tanto, 1-12-2012,  http://www.mientrastanto.org/boletin-108/notas/meridiano-de-genero-1

2010
- “El cine, una mirada cómplice en la violencia contra las mujeres” en Ángeles de la Concha (coord.), El sustrato cultural de la violencia de género, Madrid, Síntesis, pag.241-276.
- “La violencia sexual contra las mujeres en el relato audiovisual” en Pedro Sangro y Juan F. Plaza (eds.), La representación de las mujeres en el cine y la televisión contemporáneos, Barcelona, Laertes, pág. 141-158.
- “La representación de las mujeres en las películas españolas: un análisis de contenido” en Fátima Arranz (Dir.), Género y cine en España, Madrid: Cátedra, pág. 211-274.
- “La prostitución en el cine: una historia de agitación y propaganda” en Prostitución. Ataque directo a los derechos humanos, Comisión de Violencia del CELEM, Madrid: Coordinadora Española para el Lobby Europeo de Mujeres, pag. 9-30
- “El análisis audiovisual: un puente entre los valores pensados y los valores sentidos” en Prevenir la violencia de género desde las aulas, monográfico de Tabanque, 2010, nº 23, Universidad de Valladolid, pag. 69-83.

2008
- “El cine, una educación sentimental” en Las mujeres cambian la educación, editores M. García Lastra, A. Calvo Salvador y T. Susinos Rada, pág. 260-285, Madrid, Narcea.

2007
- “El cine, una representación patriarcal del mundo” en Juan F. Plaza y Carmen Delgado (eds.), Género y comunicación. Madrid, Fundamentos, pág. 129-148.

2005
- “Mujer y televisión: el análisis del sexismo televisivo en las aulas” en Textos y contextos de la televisión, Textos nº 38, pág. 37-45.

2004
- “Madres de cine, entre la ausencia y la caricatura” en Las mujeres y los niños primero. Discursos de la maternidad. Editoras A. de la Concha y R. Osborne. pág. 179-200. Barcelona, Icaria.

2003
- Aguilar, Pilar (2003): “La imagen de la mujer en el cine” en Medios de Comunicación y género, Valladolid, Centro de Estudios feministas de Valladolid, págs. 33-45.

2002
- “Hable con ella (pero sólo si ella no responde)” en Meridiam, nº 25, pág. 66-67.
- “La violencia contra las mujeres en el relato mediático” en Claves de la Razón Práctica, nº 126, págs. 75-78.
- “Cine de mujeres para tod@s, por favor” en Diez años de la Muestra Internacional de Filmes de Mujeres de Barcelona, Marta Selva y Anna Solà (comp). Barcelona, Paidós, pág. 75-78.

2001
- “Mujeres realizadoras, una mirada nueva y necesaria” en Lecturas: Imágenes, Vigo, Universidade de Vigo.
- “Esos seres ingenuos y apasionados” en Academia, nº 29, págs. 27-31.
- “Nuevos modelos de mujer en el cine (I)”, Andra nº 4, págs. 30.
- “Nuevos modelos de mujer en el cine (II)”, Andra nº 5, págs. 29.
- “Cine y sexualidad”, Andra nº 6, pág. 30.
- “Cine y sexualidad (II)”, Andra nº 10, pág. 30.

1998
- “¿Tiene sentido la TV pública?”, en Leviatán, nº 73, págs. 53-66.
- “Desmontando a Woody Allen” en Festa da Palabra, nº 14, págs. 121-123.
- “Mujeres de cine: retratos mágicos pero distorsionados” en Medios de comunicación, mujeres y cambio cultural, Madrid, Consejería de Servicios Sociales, págs. 221-244.

1996
- “¿Cómo se construye la imagen de los protagonistas de un film?”, en Educación y Medios, nº 2, primavera 1996, págs. 26-30.
- "Aprender a ver la Televisión" en Materias optativas de audiovisuales en secundaria, MEC, págs. 222-278.
- “El cine porno, cosa de hombres” en El viejo topo, nº 97, págs. 59-61.
- “¿Son andróginos los espectadores?” en El viejo topo, nº 100, págs. 57-62.
- “Audiovisuales y violencia”, en El País, nº 7.092, pág. 36.

1995
- “La imagen y el papel de la mujer en el cine”, en Las mujeres en la opinión pública, págs. 97-102, Universidad Autónoma, Madrid.
- “Algunas consideraciones metodológicas y didácticas para trabajar con el alumnado la representación y el papel de las mujeres en las ficciones audiovisuales”, págs. 71-78, en Escuela Popular.

## Galardones
- Premio Dones Progressistes 2011 por la Universidad Politécnica de Valencia.[7]
- Premio Comadre de Oro 2015 por la Tertulia Feminista Les Comadres de Gijón.[8]
- Premio Meridiana 2015 en la modalidad de "Iniciativas en los medios de comunicación o publicitarios" por el Instituto Andaluz de la Mujer (IAM).[9]
- Premio del Club de las 25, en 2016,